# ソニーモバイルディスプレイ
ソニーモバイルディスプレイ株式会社（英: Sony Mobile Display Corporation）は、かつて存在した液晶ディスプレイメーカー。本社・工場を愛知県知多郡東浦町に置いていた。

## 概要
ソニー製品のデジタルカメラやビデオカメラ、携帯電話などの小型の液晶ディスプレイ（低温ポリシリコンLCD）を主に生産していた。2007年12月1日、ソニーと豊田自動織機の合弁会社であったエスティ・エルシーディ及びエスティ・モバイルディスプレイの2社が合併し発足。その後、ソニーの完全子会社となった。
2008年2月19日のプレスリリースでは有機ELパネル事業に220億円かけ設備投資することを発表。
2011年11月15日、産業革新機構（以下、INCJ）と、ソニー・東芝・日立製作所は、INCJを中心として設立・運営される新会社「ジャパンディスプレイ」の下、子会社のスマートフォンやタブレット端末向けの中小型ディスプレイ事業を統合することについて、正式契約を締結。統合対象は、当社、ソニーの間接100％子会社である索尼移動顕示器(蘇州)有限公司、東芝モバイルディスプレイ、日立ディスプレイズ。
その後、2012年4月1日にジャパンディスプレイが事業を開始。当社はその事業子会社として株式会社ジャパンディスプレイウエストと名を変え存続していたが、2013年4月1日にジャパンディスプレイに合併され、消滅した。

## 沿革
- 1997年（平成9年）10月 - エスティ・エルシーディ株式会社設立。
- 2002年（平成14年）1月 - ISO 14001認証を取得。
- 2003年（平成15年）2月 - ISO 9001認証を取得。
- 2005年（平成17年）3月 - エスティ・モバイルディスプレイ株式会社設立。
- 2007年（平成19年）12月 - エスティ・エルシーディとエスティ・モバイルディスプレイが経営統合し、ソニーモバイルディスプレイ株式会社発足（出資比率：ソニー86%、豊田自動織機14%）。
- 2010年（平成22年）
  - 4月1日 - エプソンイメージングデバイス株式会社より事業資産の一部を譲り受け、鳥取事業所を開設。
  - 6月1日 - 野洲事業所を京セラ株式会社へ売却。
- 2012年（平成24年）4月1日 - 日立ディスプレイズ株式会社、東芝モバイルディスプレイ株式会社と経営統合し、株式会社ジャパンディスプレイの傘下に入る。
- 2013年（平成25年）4月1日 - ジャパンディスプレイに合併され解散。

## 事業所
- 本社（愛知県知多郡東浦町）
- 鳥取事業所（鳥取県鳥取市）
- 豊科オフィス（長野県安曇野市）- 2011年に松本に移転、ジャパンディスプレイ設立後2014年に閉鎖
- 厚木オフィス（神奈川県厚木市）